# 布爾罕教
布爾罕教，是俄羅斯阿爾泰人的一種民族宗教，该教起源於20世紀初的阿爾泰山脈。是融合藏傅佛教和薩滿教的宗教。
信奉這些教義的阿爾泰人稱布爾汗教為「白色」和「乳白色」信仰，與薩滿教的“黑色”和“血腥”信仰形成鮮明對比（拒絕薩滿教血肉祭祀）。布爾罕教徒讚揚了準噶爾汗國的時代，該時代被描述為阿爾泰人和準噶爾部的“黃金時代”，並試圖恢復那個時代的秩序。研究人员认为，20世纪初来自欧洲的俄罗斯农民带来的俄罗斯化威胁了当地土著文化，和萨满传统的衰落导致了该宗教的产生。
据称現在仍有70%以上的阿爾泰人信仰布爾罕教。